# Eduardo González Valiño
Eduardo González Valiño, becenevén Chacho (A Coruña, 1911. április 14. – A Coruña, 1979. október 21.) spanyol labdarúgócsatár.